# Francesco Rutelli
Francesco Rutelli (Róma, 1954. június 14. –) olasz újságíró, politikus, aki 2016 októbere óta az Anica, a Film- és Audiovizuális Ipar Nemzeti Szövetségének elnöke. Emellett a „Centro per un Futuro Sostenibile” (Központ a Fenntartható Jövőért – egy éghajlatváltozással és környezetvédelmi kérdésekkel foglalkozó kétpárti agytröszt) elnöke. 15 éven át volt társelnöke az Európai Demokrata Pártnak, amely egy centrista európai politikai párt. Jelenleg az Európai Demokraták Intézete, az EDP politikai alapítvány elnöke. 1994–2001 között Róma polgármestere, 2002–2007 között pedig a Demokrácia a Szabadság – Margaréta centrista párt elnöke volt. 2006–2008 között miniszterelnök-helyettes, valamint kulturális és idegenforgalmi miniszter volt Romano Prodi miniszterelnök második kabinetjében. Jelenleg a Priorità Cultura (Kultúra elsőbbsége) elnöke is; Incontro di Civiltà (Civilizációk Találkozója); Videocittà, Moving Images Festival (Róma, 2018–2019).

## Élete
Rómában született, fiatalon csatlakozott az Olasz Radikális Párthoz, amelynek 26 évesen titkárává választották 1980-ban. A radikálisokkal Rutelli olyan humanitárius és libertárius politikák mellett szállt síkra, mint az egyoldalú leszerelés, az atomerőművek felszámolása, a kötelező sorkatonai szolgálat lelkiismereti megtagadása, a világméretű éhínség felszámolása, a kannabisz használatának dekriminalizálása. Abban az időben az olasz radikálisok politikai tevékenységét a Gandhi-féle erőszakmentes mozgalom ihlette.
Először 1983-ban választották meg parlamenti képviselőnek, hivatalában 1987-ben és 1992-ben erősítették meg, majd az 1980-as évek végén csatlakozott a Zöldek Szövetségéhez, a párt egyik vezető alakja lett, és új környezetvédelmi kampányokat dolgozott ki.
1993-ban a Környezetvédelmi és Városi miniszternek választották, bár egy nap után lemondott posztjáról. Ugyanebben az évben először választották meg Róma polgármesterévé a balközép koalíció jelöltjeként, legyőzve a jobbközép jelöltjét, Gianfranco Finit. Miután 1997-ben Rutellit újraválasztották 985 000 szavazattal, ami a legmagasabb a város történetében, 2001-ig töltötte be ezt a posztot.
1999 és 2004 között európai parlamenti képviselőként elkötelezett volt a halálbüntetés eltörlése ügyének, az információszabadság javítására és a korrupció elleni küzdelemre irányuló kezdeményezések előmozdítása mellett. Az 1990-es évek közepétől nézetei egyre mérsékeltebbnek tűntek.
Rutelli a 2001-es olaszországi parlamenti választásokon a balközép Olajfa koalíció miniszterelnök-jelöltjeként Silvio Berlusconival szemben 16,4 millió szavazattal alulmaradt, a jobboldali koalíció 16,9 milliójával szemben. Ő volt az egyik alapítója a Demokratáknak is, amely Demokrácia a Szabadság – Margaréta részévé vált. Rutelli addig vezette a pártot, amíg 2007. október 14-én az be nem olvadt a Demokrata Pártba.
Szerepét a Margarétában — az olasz keresztény örökséghez erősen kötődő párt — ellenfelei egyedülálló eredménynek tartják az olasz progresszív politikán belüli meglehetősen zűrzavaros működéseit követően, elsősorban korábbi szociállibertárius és zöld tapasztalatai miatt.
2006-ban miniszterelnök-helyettesnek és kulturális miniszternek nevezték ki Romano Prodi kabinetjében, annak második miniszterelnöki ciklusa alatt.
2008 februárjában bejelentette, hogy újra indul Róma polgármesteri székéért, egy helyi balközép koalíciót vezetve, de a 2008. április 28-i helyhatósági választásokon veszített a jobbközép Gianni Alemannóval szemben.
2009 októberében, miután kilépett a Demokrata Pártból, társalapítója lett a Szövetség Olaszországért (ApI) nevű centrista, liberális pártnak, amely a 2010. márciusi regionális választásokon a legtöbb régióban közös listát vezetett a Közép Szövetséggel (UdC). 2010 decemberében az ApI alapító tagja lett az új centrista formációnak, az Új Pólus Olaszországnak, Rutelli pedig az UdC vezetője, Pier Ferdinando Casini és Gianfranco Fini, a Jövő és Szabadság párt vezetője mellett az új csoport egyik fő vezetője és a neofasiszta Olasz Szociális Mozgalom és a nemzeti-konzervatív Nemzeti Szövetség korábbi vezetője lett 2012-ig.
2001-ben és 2006-ban ismét beválasztották az olasz alsóházba, 2008-ban pedig a Szenátusba, amikor is a COPASIR (Parlamentáris Hírszerzési Áttekintő Bizottság) elnöke lett, ahol jelentéseket készített, és tett közzé az emberkereskedelemről mint stratégiai fontosságú fenyegetésről, valamint az első jelentést a parlamentnek és a kormánynak a kibertérről és annak nemzetbiztonsági hatásairól.

## Nemzetközi tevékenysége
Rutelli François Bayrou francia politikai vezetővel együtt megalapította az Európai Demokrata Pártot. Egyhangúlag a párt társelnökévé választották (2004–2019). Az EDP európai parlamenti képviselői az ALDE képviselőcsoportban (Demokraták és Liberálisok Szövetsége), majd a Renew képviselőcsoportban ülnek. Az 1990-es évek végén a Régiók Bizottságának tagja volt, ahol a Várospolitikai Bizottságot vezette, és az egykori ENSZ-főtitkár, Butrosz Butrosz-Gáli városfejlesztési tanácsadója volt.
Jelenleg az EDP-hez kapcsolódó politikai alapítvány, az Institute of European Democrats (Európai Demokraták Intézete) elnöke.
Beválasztották az Európai Parlamentbe (1999–2004), ahol az ALDE képviselőcsoport tagjaként jelentéseket és számos parlamenti kezdeményezést ismertetett. Az Olaszország és az EU közötti erősebb integrációt célzó népszavazás egyik fő támogatója (1989-ben, elsöprő IGEN – 88% szavazattal); Európa-párti személyiségként Krokodil-Altiero Spinelli-díjjal jutalmazták.
Az olasz parlament tagjaként a Külügyi Bizottság tagja volt. Két cikluson át elnökölte a Camera dei Deputati Emberi Jogi Bizottságát is.
Megkapta a Nemzetközi Szervezetek Diplomáját az Olasz Nemzetközi Szervezetek Társaságától, a SIOI-tól. Emellett a Kulturális Diplomáciai Intézet (Berlin) tiszteletbeli elnöke (2013–2014) volt. Támogatta a „Kulturális és kreatív iparágak Olaszország-Kína” fórumait (Peking, 2014; Milánó, Velence, 2015). Társelnöke (2015) a Silk Road Cities Alliance (Peking) szervezetnek.
40 évvel azután, hogy 1977-ben befejezte az egyetemet, 62 évesen táj- és környezettervezésből és -tervezésből diplomát szerzett a legmagasabb fokozattal és kitüntetéssel a La Sapienzia és a Tuscia Egyetemen.

## Kultúra
Családját ősi kötődések fűzik a kultúrához és a művészetekhez, amelyek Marche, Emilia, Szicília és Róma régiókban gyökereznek.
Mario Rutelli (a dédapja) a római Najadi-kút (1901), az Anita Garibaldi-emlékmű, valamint több tucat köz- és magánszobor alkotója volt; köztük Palermo (Szicília) legfontosabb műemlékei közül néhány. Egy másik dédapja, a parmai Felice Martini, a velencei történelmi Arsenál legutóbbi (1873) felújításának építésze. Ottavio Marini nagyapja az olasz kormány régiségügyi és szépművészeti igazgatója volt (1910-es és 1920-as évek). A palermói Rutelli család számos fontos fejlesztéshez kapcsolódik: a Teatro Massimo építéséhez, a via Roma és a tengerparti épületekhez, a Mondello liberty épületeihez.
Az elmúlt húsz évben Francesco Rutelli Róma polgármestereként és kulturális miniszterként számos létfontosságú infrastruktúra, kulturális intézmény, múzeum és galéria létrehozásához és fejlesztéséhez járult hozzá Olaszországban. Többek között az Auditorium-Città della Musica (60 éve Rómában várt intézmény, Renzo Piano tervezte), a MAXXI Múzeum, az új Ara Pacis szentély/múzeum, egy hatalmas restaurációs és régészeti feltárási program, valamint több mint 20 múzeum és kiállítótér megnyitása Rómában, beleértve a National Gallery of Ancient Art, a Civic Gallery of Modern Art (később átnevezték MACRO) és a Scuderie del Quirinale komplexumot. Felügyelte a San Carlo Színház (Nápoly) és a Petruzzelli Színház (Bari) helyreállítását, az új Maggio Fiorentino Auditorium (Firenze) építését, a Museo Archeologico di Reggio Calabria radikális átalakítását és a Reggia di Venaria (Torino) felújítását. Beiktatta az új tájkódexet és egy új adójóváírási rendszert, amelyek új életre keltették a filmipart. Megalapította a nápolyi Teatro Fesztivált és újraindította a Spoletói Nemzetközi Fesztivált. Ő hirdette meg az első (és egyetlen) fehér könyvet az olasz kreatív iparágakról.
Francesco Rutelli jelentős kultúrdiplomáciai stratégiát vezetett Olaszország számára, és sikeres tárgyalásokon keresztül az UNESCO-egyezmények keretein belül, nemzetközi múzeumokkal és kulturális intézményekkel együttműködve irányította a felbecsülhetetlen értékű ellopott történelmi remekművek visszaszerzését, új kölcsönzési politikákra és tudományos együttműködésre vonatkozó megállapodásokat dolgozva ki. Jelenleg az Associazione Priorità Cultura Archiválva 2023. április 12-i dátummal a Wayback Machine-ben alapítója és elnöke, amely kiemelkedő olasz személyiségeket tömörít, az örökség megőrzésével és népszerűsítésével, a kortárs művészetekkel, valamint a köz- és magánszféra együttműködésével a kultúra számos területén.
2016-ban a TIM-Telecom tulajdonában lévő Olivetti Company őt kérte fel a fiatal olasz tervezők díjazásának szentelt Olivetti Design Contest elnöki tisztére.
A 2016-ban megválasztott, a 2020–2022-es időszakra egyhangúlag újraválasztott ANICA (Olasz Filmművészeti, Audiovizuális és Multimédiás Társaságok Szövetsége), valamint az ANICA Servizi elnöke. A MIA (olasz audiovizuális piac) jogi képviselője.

## Vegyes
- Rutelli a római SS Lazio labdarúgóklub szurkolója.
- Feleségül vette Barbara Palombelli rádiós (Rai Radio 2) és televíziós újságírónőt a Mediaset olasz műsorszolgáltatónál. Négy gyermekük van, ebből három örökbe fogadott.
- Rutelli Mario Rutelli olasz szobrász dédunokája.

## Választástörténet
| Választás | Ház                   | Választókerület               | Párt  | Szavazatok                                    | Eredmény        |
| --------- | --------------------- | ----------------------------- | ----- | --------------------------------------------- | --------------- |
| 1983      | Képviselőház          | Róma–Viterbo–Latina–Frosinone | PR    | 3648                                          | Megválasztották |
| 1987      | Képviselőház          | Nápoly–Caserta                | PR    | 16 040                                        | Megválasztották |
| 1992      | Képviselőház          | Róma–Viterbo–Latina–Frosinone | FdV   | 10 900                                        | Megválasztották |
| 2001      | Képviselőház          | Róma – Prenestino Labicano    | Ulivo | 36 457                                        | Megválasztották |
| 2006      | Képviselőház          | Lazio 1                       | Ulivo | – arányos részvételű, zárt listás rendszerben | Megválasztották |
| 2008      | Köztársaság szenátusa | Umbria                        | PD    | – arányos részvételű, zárt listás rendszerben | Megválasztották |

## Fordítás
- Ez a szócikk részben vagy egészben  a   Francesco Rutelli című angol Wikipédia-szócikk ezen változatának fordításán alapul.  Az eredeti cikk szerkesztőit annak laptörténete sorolja fel. Ez a jelzés csupán a megfogalmazás eredetét és a szerzői jogokat jelzi, nem szolgál a cikkben szereplő információk forrásmegjelöléseként.